# 임수혁
임수혁(任秀赫, 1969년 6월 17일~2010년 2월 7일)은 대한민국의 야구 선수로 현역 시절에 KBO 리그 롯데 자이언츠의 포수로 활약했다.  서울방배초, 강남중, 서울고를 졸업하고, 고려대학교 야구부 소속 재학 시절부터 야구 국가대표팀에 선출될 정도로 뛰어난 기량을 가진 포수였다. 
고려대를 졸업하고 같은 해 1992년에 신인 드래프트에서 LG 트윈스의 2차 6순위 지명을 받았으나, 지명을 포기하여 입단을 거절하고 상무에 입대했다. 군 복무를 마친 후 1994년 신인 드래프트에서 다시 롯데 자이언츠의 2차 1순위 지명을 받아 입단했다. 국내 유일한 야구선수의 포수로써, 고려대 야구부 시절 동기생의 내야수의 지명타자 1년 후배인 마해영 선수와 함께 일명 "마림포"로 불리며 활약했으며 1999년 10월 20일 대구에서 열렸던 삼성 라이온즈와의 플레이오프 7차전에서는 9회 말 3:5 상황에서 상대 투수 임창용을 상대로 극적인 동점 투런 홈런을 쏘아 올려 팀이 한국시리즈에 진출하는데 큰 공을 세웠다. 
2000년 4월 18일 잠실 LG전 2회 초에 유격수 실책으로 출루해서 후속 타자 안타 때 2루로 갔다. 그러나 조성환의 타석 때 2루에 있던 임수혁은 갑자기 쓰러져 인근의 서울아산병원으로 이송, 응급 처치를 받았지만 10년 가까이 의식이 돌아오지 않았다. 원인은 평소에 앓고 있었던 부정맥으로 인한 발작이었다. 이후 식물인간이 되었고, 투병 9년 10개월 만인 2010년 2월 7일에 한림대학교 강동성심병원에서 향년 42세의 나이로 타계하였다.

## 선수 시절

### 야구시작 ~ 고교시절
1979년 서울봉천초등학교 4학년에 재학 중이었던 임수혁은 큰 덩치 덕분에 인근 초등학교 야구부 감독들의 입단 권유를 받았다. 부모의 반대에도 그후 허락을 받고 야구부에 입단한 임수혁은 강남중학교를 거쳐 서울고등학교에 진학했는데, 2학년 때 1년 후배인 좌완투수 이상훈과 함께 배터리를 맞춰 서울고등학교를 봉황기 준우승으로 이끌고 서울고등학교 3학년이 돼서야 실력을 인정받는 포수 유망주로 성장했다.

### 고려대학교와상무시절
1988년에 서울고등학교를 졸업한 임수혁은 같은 해 프로 입단을 거절하고 고려대학교 경영학과(1988학번)에 진학했다. 신입생으로 1학년 시절 대학봄철리그 결승전에 나선 임수혁은 같은 야구부의 고려대 2년 차이의 선배였던 생전 선수 우완 투수 박동희의 호투로 단국대학교에 7회말 3:2로 앞선 1사 1, 3루 상황에서 대타로 기용되었다. 임수혁은 기대를 않던 관중들의 예상을 깨고 2타점 적시타를 터뜨려 팀을 7년 만의 우승으로 이끌었다. 대학교 2학년 때인 1989년 10월 중화민국 타이베이에서 열리는 국제 야구 연맹 회장배에 참가하는 대한민국 국가대표팀 선수로 발탁되었으며, 국제 연맹 회장배 당시에는 일본과의 경기에서 완봉승을 거두는 등 활약하며 대표팀의 우승에 기여했다. 이듬해인 1990년 8월에는 캐나다 에드먼턴에서 열린 1990년 야구 월드컵에 대한민국 국가대표로 참가하여 쿠바와 니카라과의 뒤를 이어 3위에 올랐으며, 이 공로로 1991년에 체육훈장 기린장을 받았다. 이렇게 명성을 날리던 임수혁은 1991년 11월 21일에 열린 1992년 한국프로야구 신인 2차 지명에서 LG 트윈스의 큰 기대를 받으며 지명되었다.
그러나 병역 문제를 서둘러 해결하기 위해 LG 입단을 거절하고 1992년 국군체육부대 산하 군인 야구단인 상무에 입대하였다. 상무 선수로 뛰면서도 대한민국 야구 국가대표로 계속 활약하였으며, 1993년 2월에 오스트레일리아 퍼스에서 열린 1993년 아시아 선수권 대회에 참가하여 대표팀의 준우승에 기여했다. 같은 해 6월에는 이탈리아 볼로냐에서 열린 1993년 인터콘티넨털컵에 대한민국 국가대표로 참가하였으며, 대한민국 대표팀은 오스트레일리아 대표팀과의 라운드 로빈에서 패하여 4강 진출에 실패했다. 1994년 군 복무를 마치고 롯데 자이언츠의 지명을 새로 받아 입단하였다.

### 롯데 자이언츠시절
1994년 롯데 자이언츠에 입단한 임수혁은 데뷔 시즌에는 주전으로 자리 잡지 못하고 입단 동기생 포수 강성우에게 밀려 벤치 신세를 지게 되었다. 이듬해 15홈런을 치며 주전에 한두 발 다가서더니 1996년에는 3할대의 타율과 두 자리 수 홈런(11홈런)을 때려내며 팀 내 주전 포수 자리를 완전히 꿰차게 되었다. 1년 후배인 내야수 마해영과 함께 쌍포를 이루며 일명 '마림포'로 불리기도 했던 임수혁은 다음 해 평소부터 좋지 않았던 무릎 부위의 부상으로 47경기 출장에 그치며 일시적 위기를 맞기도 했으나 다시 이듬해 110경기 출장으로 건재함을 과시했다. 1999 시즌에 적은 수의 경기에 출장해 성적은 썩 좋지 않았으나 삼성 라이온즈와의 플레이오프 7차전에서 투수 임창용을 상대로 대타로 등장해 극적인 동점 2점짜리 홈런을 터뜨려 팀이 6:5 역전승을 거둬 한국시리즈에 진출하는데 큰 공을 세운다. 2000 시즌에는 초반 10경기서 3홈런의 맹활약으로 중심타선을 맡아 활약하고 있었다.

#### 경기 도중 쓰러지다
2000년 4월 18일에 롯데 자이언츠의 공격에서 상대 실책과 후속 타자의 안타로 2루 주자로 나가있던 임수혁은 갑작스럽게 쓰러지고 말았다. 상황을 이해하지 못한 양 팀 선수들과 관중이 어리둥절해 하고 있을 때, 당시 1루 주자였던 테드 우드가 달려왔고, 더그아웃에서 트레이너가 쫓아 나왔다. 임수혁은 당시 의식을 잃은 채 다리를 떨고 있었다. 임수혁은 프로 생활을 시작할 무렵부터 심장 부정맥이라는 지병을 가지고 있었고, 쓰러질 당시 심장이 갑자기 아주 느리게 뛰면서 뇌로 올라가야할 혈액이 부족해졌고 기력을 잃어버린 뇌는 몸에 대한 통제력을 잃어버리고 말았다. 임수혁이 쓰러졌을 당시, 해당 상황이 부정맥에 의한 것으로, 심장 마사지가 필요하다는 것을 알고 있던 사람은 없었고, 임수혁을 헬멧만 벗긴 채 들것으로 덕아웃에 옮긴 것이 전부였다. 당시 KBO 리그에는 이와 같은 상황을 대처할 만할 의사 한 명도 없었고, 수십 분이 지난 뒤에야 임수혁은 병원으로 옮겨져 간신히 맥박과 호흡을 살려낼 수 있었으나, 이미 몸에 대한 통제력을 잃어버린 임수혁의 뇌는 돌아오지 않고, 일부 생리 작용만 하는 식물인간이 되어 있었다. 해당 경기는 임수혁이 이송된 후 임수혁의  서울고-고려대-상무 야구단 후배인 조경환으로 대주자로 교체되어 속행되었다. 이후, 임수혁이 쓰러진 뒤부터 롯데 자이언츠의 사직 야구장에는 경기가 시작될 때에 구급차를 항시 대기시켜 놓았고, 임수혁이 쓰러진 뒤, 임수혁의 일가족들이 구단들의 책임을 요구하며 소송을 제기하자, 2004년에 롯데 자이언츠와 LG 트윈스는 임수혁의 가족들에게 3억 1천만 원의 보상금을 지급하였다. 또, 당시 프로 야구 선수가 질병으로 쓰러진 것은 임수혁이 처음이었고, 혼수상태에 빠져 있었던 임수혁을 위해, 2000년 4월 20일 롯데 자이언츠 선수들은 임수혁의 등번호인 20번을 헬멧과 모자에 새기고 출전하였었다.

## 의식 불명 이후(투병 생활)

### 2000년 ~ 2002년

#### 2000년
KBO는 임수혁이 부정맥으로 쓰러진 뒤, 약 2달만인 2000년 6월 2일에 임수혁 돕기 행사를 열어 잠실야구장에 방문하는 팬 1인당 500원을 적립하여 임수혁의 치료비로 전달하였다. 이날에는 두산 베어스와 삼성 라이온즈의 경기가 있었는데, 이날 행사의 주제에 삼성 라이온즈는 '같이 뛰자 임수혁'라는 캐치프레이즈를 내걸고 성금과 임수혁의 쾌유를 비는 팬들의 메시지를 임수혁의 아버지에게 전달했다. 임수혁은 의식 불명 3달이 됐을 때에, 호흡, 맥박, 소화기능은 회복되었다. 그러나, 당시 병원에서는 임수혁의 소생 가능성을 0%라고 보았지만, 임수혁의 가족들은 당시 같이 있었던 식물인간 상태의 한 사람이 의식을 되찾는 것을 보고 임수혁도 다시 예전대로 돌아올 것이라고 믿고 있었다.2000년 KBO 리그 올스타전에는 여러 선수들이 임수혁의 쾌유를 바라면서 올스타전 1차전을 시작하기 전, 모임을 가지고 승리팀 감독에게 전해지는 상금과 감독홈런레이스 입상자 상금을 임수혁의 치료비로 보태기로 했다. 이에, 선수들도 성금모금에 동참하여 선수들이 승리 팀 수당 1,000만 원씩을 임수혁의 치료비로 보태기로 해, 임수혁 치료비 성금이 2,550만 원으로 늘어나게 되었다. 이후, 축구선수 김병지도 2000년 8월 16일에 임수혁에게, MVP 및 캐넌슈터왕으로 얻은 상금 중 300만 원을 임수혁의 치료비에 보탰고, 임수혁을 위한 인터넷 경매까지 열렸다. 이 인터넷 경매는 100여 점의 프로 야구 선수들의 소장품이 판매되어, 경매되어 팔린 물건들의 수익금은 전액이 임수혁의 치료비로 전달되는 식이었다.현대 유니콘스 선수단은 임수혁을 위해 성금 1,000만원을 전달했고, 쓰러진 이후, 계속 식물인간 상태에서 의식을 되찾지 못한 임수혁은 롯데 자이언츠에서 자유계약선수로 공시되었다.

#### 2001년
2001년이 되자 1년이나 지난 임수혁 사건은 서서히 묻히기 시작하였고, 관련된 기사도 줄어들기 시작하였다. 그러나 은퇴식을 치르는 현대 유니콘스 소속 내야수 염경엽(현 LG 트윈스 감독)이 자신의 홈페이지를 통해 야구용품 경매로 모은 수익금 중 500만 원을 병상에 누워 있는 임수혁의 치료비로 전달해 화제가 되었고, 작은 도움이라도 주기 위해, 롯데 자이언츠는 그가 쓰러진 날인 4월 18일을 임수혁의 날로 정하고 4월 18일에 열리는 경기의 수익금의 전액을 임수혁의 치료비로 전하고, 임수혁의 아들이 시구를 하게 되었다. 부산에서 롯데 자이언츠와 같은 연고지를 쓰는 축구 팀 부산 아이파크는 임수혁의 날을 맞아 임수혁을 위해 치료비를 보내기로 했다. 이후, 당시 롯데 자이언츠의 감독이었던 고 김명성 감독이 올스타전 행사가 한창이던 잠실야구장에서 롯데 자이언츠 팬클럽이 의식 불명으로 병상에 누워 있는 임수혁을 격려하기 위한 서명을 했을 당시 '임수혁 선수, 언제 그라운드에서 만나게 될까요, 그 날을 기다리겠소'라고 적은 적이 있었다. 하지만 그 해 7월 24일 김명성 감독이 심장병으로 타계한 뒤, 고 김명성 감독과 임수혁이 한 약속은 지켜지지 않게 되었고, 임수혁을 위한 치료금을 모으자는 운동이 잠시 일어났었다.

#### 2002년
2002년에는, 임수혁이 쓰러져서 병상에 있는지 2년째가 되었지만, 2001년까지만 해도, 쓰려졌을 때와 당시 기사와 관심이 줄어들었으나, 관심속에 병수발에는 큰 어려움을 겪지 않았었고, 2001년 4월 18일에는 임수혁의 날로 지정하여, 아들이 시구를 하고, 4월 18일에 있었던, 경기의 수익금인 4100만 원을 임수혁의 치료비로 전했다. 그러나, 2002년부터는 롯데 자이언츠에서 생활비 지원에 대한 어떠한 언질도 받지 못했고, 병원비에 대해서도 지속적으로 지급하기 힘들다는 의견을 전달받았다. 만약, 롯데 자이언츠가 생활비 지원과 치료비 지원을 하지 않는다면, 가족들이 엄청난 생활비와 치료비를 감당해야 되었다. 그러나, 두산 베어스의 팬들이 성금을 지원하고, 계속되는 관심으로 어려운 일에 희망을 가지게 되었다. 하지만, 관심도 일시적이었고, 임수혁에 관한 기사는 2002년 4월에 올라온 이후, 11월까지 관련 기사는커녕, 임수혁에 관한 1줄도 나오지 않았다. 기사가 나오지 않다가, 선수협이 임수혁 돕기 자선 경매를 열면서 기사가 나오기 시작했는데, 이때 선수협은 임수혁의 치료비를 위해, 박찬호의 글러브와 자필 사인공, 당시 시카고 화이트삭스의 코치였던 이만수 코치의 모자, 포수 미트, 알렉스 로드리게스, 데릭 지터 등의 자필 사인볼 등이 임수혁의 치료비를 위해 출품되었다. 이후, 골프 선수인 최경주도 임수혁 돕기에 자신의 소장용품을 경매에 기탁하면서 임수혁 돕기에 동참하였고, 투수 랜디 존슨, 쇼트트랙 선수 김동성까지 임수혁 돕기에 자신에 애장품을 경매에 기탁하면서 참가하게 되었다. 계속해서 경매에 참가하려는 스포츠 스타들이 늘어나면서, 선수협은 임수혁 돕기 자선 경매기간을 연장하였고, 연장한 이후에도, 당시 대한민국 축구 돌풍을 일으켰던 거스 히딩크, 홍명보, 안정환까지 자신의 애장품을 임수혁 돕기 경매에 기탁하였다.박찬호는, 4차 경매가 진행되고 있는 도중, 미국에서 귀국하여, 임수혁의 병상에 방문하였고, 이후, 4차 경매가 끝난 후, 5차 경매가 열리게 되었는데, 당시 일본 프로 야구의 선수였던 구대성이 임수혁의 치료비를 위해 한화 이글스를 통해서 2천만 원을 전달하였다. 임수혁의 치료비를 위한 5차 경매가 진행되던 도중, 고려대학교 야구부 교우회는, 임수혁을 위해 임수혁 돕기 성금으로 금일봉을 전달했고, 계속해서 진행되던 5차 경매는, 4차 경매에 비해 큰 인기를 끌지 못하고 끝나게 되었다. 이후, 5차 경매가 끝난 뒤, 6차 경매에서는 히어로즈가 2002년에 실시했던 '사랑의 성금 시구행사'에서 마련된 420만 원에서 그 절반인 210만 원을 임수혁의 치료비로 지원했고, 선수협이 총 6차례의 경매에서 얻은 임수혁 돕기 성금은 총 2천 9백만 원이었고, 이 성금은 전액 임수혁의 가족들에게 전달되었다.

### 2003년 ~ 2005년

#### 2003년
2002년이 지나가면서 2003년 초순에는 임수혁에 관한 내용은 나오지 않고, 임수혁에 대해 말하며 스포츠에도 응급구조를 갖추자는 기사들이 많이 나왔다. 그러나, 4월에 임수혁의 가족들이 롯데 자이언츠, LG 트윈스에 응급 구호조치 등 안전의무를 소홀히 한 당시 소속팀 롯데 자이언츠와 홈구단이었던 LG 트윈스를 상대로 8억 원의 보상금 지급을 골자로 한 민사조정을 서울지방법원 동부지원에 신청했다. 당시, 임수혁 가족들의 변호사였던 이상훈 변호사는 '임 선수 가족들과 롯데가 3년간 재해 보상안에 대한 협의를 해왔지만 타협점을 찾지 못해 최후의 수단으로 민사 조정을 제기하게 됐다'라고 말했다. 또, 이상훈 변호사를 포함한 변호인단은 '롯데 측에 합의금으로 8억 원을 제시했으나 그 동안 별다른 반응을 보이지 않았다'라고 말을 덧붙였고, 롯데 자이언츠의 이상구 단장은 '법적인 절차를 통해서라도 가급적 빠른 시일 안에 문제를 매듭짓고 싶다. 보상액은 아직 밝힐 단계가 아니다'라고 나중에 처리하겠다는 의사를 밝혔다. 또, 민사 조정에서 피고가 된 롯데 자이언츠는 '법률상 책임이 있다고 생각하지는 않지만 도의적인 측면에서 어느 정도 보상을 할 의사는 있다. 3년간 총 2억 원 상당을 이미 지원했으며 소송을 제기한 이상 임수혁에 대한 지원을 중단한다'라고 말하게 되었다. 민사 조정을 신청한 후 3달이 될 때에, 법원이 배상금을 지급하라는 강제 조정 결정을 내렸고, 롯데 자이언츠와 LG 트윈스는 임수혁의 가족들에게 4억 2천 6백만 원씩 지급하게 되었다. 재판부는 경기 도중 쓰러진 임수혁 선수에 대해서 응급조치를 받지 못하여 뇌사 상태에 빠진 것이 인정된다며 선수의 안전보호 의무를 다하지 못한 두 구단은 임 선수에 대한 공동 책임을 져야 한다고 밝혔다. 그러나, 사고의 원인인 심장 부정맥을 구단에 알리지 않은 임수혁에 대해서도 책임이 있다며 배상금 청구액 가운데 일부만 보상하도록 결정했다고 덧붙였다. 이 판결은, 처음 임수혁의 가족들이 민사 조정을 신청한 8억 원에는 훨씬 못 미치지만, 임수혁의 아버지는 '수혁이가 의식에서 깨어나지 못한 채 기약 없는 투병 생활을 계속하고 있지만 제2, 제3의 임수혁이 생기는 것을 막을 제도적 기반이 마련됐다는 점에서 기쁘다'고 법원의 판결을 반겼다. 그러나, 법원에 판결에 LG 트윈스는 불복했고, 이의 신청을 하게 되었다. LG 트윈스의 불복에 대해서 법원은 '앞으로 담당 재판부를 결정, 사건을 배당해 본안심리를 진행할 것'라고 의견을 밝혔고, LG 트윈스의 변호사는 '임선수의 사고는 운동 도중 일어날 수 있는 안전사고가 아니라 개인적 질병이 갑자기 발병해 생긴 것이므로 이 문제에 대해 법원의 정확한 판단을 받기 위해 이의를 신청했다'라고 말했고, '회사 측 확인 결과 당시 홈구장 내에 있던 간호사의 응급조치도 적절했던 것으로 보인다','이번 사건은 다른 스포츠 경기에서의 유사 사례에 대한 선례가 될 수 있기 때문에 보다 신중한 판단이 필요하다는 입장'이라고 말을 덧붙였다. 이에 대해, 선수협은 '메이저 리그, 일본 프로 야구에서 이런 사고가 발생하면 구단이 문을 닫을 수도 있다'라고 말했고, 당시 선수협의 사무국장이었던 나진균 사무국장은 'LG 측의 이의신청에 대해 유감스럽다는 말밖에 할 말이 없다'이라고 비판했다. 나진균 사무국장은 이어, LG 트윈스의 이의 제기에 앞으로 임수혁 선수들의 가족들은 고통을 평생 짊어지고 살 수도 있다고 LG 트윈스를 비판했다. 그러나 롯데 자이언츠는 법원의 조정에 수용하여, 2억 1천 3백만 원을 임수혁의 가족들에게 지급을 하려고 했으나, 임수혁의 가족들이 LG 트윈스의 이의 제기에 따라 양 구단에 공동 책임을 묻기 위해 이의신청을 하게 됐다고 밝혔다. 결과가 나오기 전에, 임수혁의 아내는 용품점을 창업하여, 삼성생명에서 그 용품점에 대해 창업 지원금을 전달했고, 한때 경매에서 알려진 양영주 씨에 대해서도 다시 한 번 기사가 나왔다.

#### 2004년
법원 강제조정에 대해 LG 트윈스, 임수혁 가족들의 이의 신청은 2003년을 지나가, 2004년에 보상 합의로 끝났다. 보상 합의금은 롯데 자이언츠, LG 트윈스에서 서울동부지방법원이 제시한 각각 2억 2천만 원과 1억 천만 원의 보상금안을 임수혁 가족이 수용함으로써 끝나게 되었다. 8억과, 4억 2천 6백만 원에는 크게 못 미치지만, 임수혁의 아버지는 이 판결에 대해서 '수혁이 문제가 법정에서 다뤄진 후 프로야구 경기장에 구급차가 직접 들어가고 응급구조사가 배치되는 등 구단들이 선수 안전에 더욱 관심을 기울이게 된 것 같다'라고 말했고, 선수협도 '이번 사건을 통해 각 구단들은 선수 및 관중들의 안전과 생명 존중을 위해 더욱 만전을 기하고 선수 상해와 관련한 제도 개선이 뒤따라야 될 것'이라고 견해를 밝혔다. 임수혁 선수에 대한 보상 합의가 끝난 후에, 롯데 자이언츠 선수들은 5일 뒤에, 임수혁의 병상에 찾아가, 임수혁의 부인을 위로하고, 임수혁이 병상에서 일어나기를 기원했다.롯데 자이언츠에 당시 FA로 입단한 지 얼마 안 된 정수근은 임수혁을 위해서 1천만 원을 치료비로 보냈고, 몇 달 후, '임수혁을 위한 치료비 마련'이 어느덧 다섯 번째를 맞게 되었다. 롯데 자이언츠 선수단 상조회는 임수혁을 위해서 일일 고기집 행사를 열어, 직접 앞치마를 두르고 손님들에게 음식을 제공하며 현장에서 즉석 사인볼도 판매하는 식으로, 얻은 금액을 전액 임수혁의 치료비로 전달했다.2004년이 끝나기 전인, 12월 12일에는 '고려대 야구인의 밤'이 열려, 투병 중인 전 롯데 임수혁 돕기 행사도 함께 열리게 되었다.

#### 2005년
'고려대 야구인의 밤'이 열려, 투병 중인 전 롯데 임수혁 돕기 행사도 함께 열리는 내용의 기사 나온 이후, 임수혁에 대해서는 짤막하게 이름만 나오고, 계속 나오지 않다가, 임수혁 사고가 5주기를 맞는 2005년 4월 18일에 임수혁에 대해 상태가 나왔는데, 당시 임수혁은 병원에서 퇴원하여, 집에서 보살펴지고 있다는 소식과, 아버지의 보살핌 속에 있으나, 언제 깨어날지 모른다는 불투명한 대답이 자주 나왔다. 그러나 임수혁의 아버지는, 임수혁이 많이 나아지고, 언젠가는 다시 일어날 수 있다는 희망을 가지고 있다고 말했다. 임수혁의 아버지는 시간이 날 때마다 임수혁을 휠체어에 태우고 집 밖으로 나와서 바깥 공기를 마시게 하는 등 의식 회복에 정성을 다하고 있다. 지난해에는, 임수혁의 동료인 롯데 자이언츠가 치료비에 힘을 보탰지만, 임수혁의 아버지는 '임수혁이 야구팬들의 기억에서 사라지고 있는 것이 가장 안타깝다'라고 말했다. 그러나, 선수협은 '안전하고 쾌적한 야구장으로의 지속적인 개선만이 우리 곁을 떠나 돌아오지 못하는 임수혁 선수를 기억해야할 이유일 것입니다. 임수혁 선수의 기적 같은 쾌유를 간절히 기원합니다'라고 밝히고, 다음 달 초에 경매 행사를 연다고 말했었으나, 자세한 기사등이 나오지 않았다. 그러나, 롯데 자이언츠 선수 일동은 5년이 되는 해에도, 임수혁을 위해, 이번에는 일일 호프를 열어 손님들에 직접 서빙을 하며 사인회와 포토타임을 갖은 후, 모든 수익금을 임수혁에게 전달하였다. 수익금은 모두 1,700만 원이었으며, 실 수익금은 1000만 원을 넘어섰었다.

### 2006년 ~ 2010년

#### 악플 사건
2008년 초순, 임수혁 관련 기사에 일부 네티즌들이 임수혁의 기사에 가족과 임수혁을 비방하는 악플이 나와 문제가 되었다. 당시 임수혁의 부친은 '몇 년째 의식 없이 누워만 있는 우리 아이가 도대체 무슨 잘못을 했다고 욕을 하는 건지 모르겠습니다'라고 말했다. 임수혁의 악플 사건은 모 축구 커뮤니티에서 심각한 욕설로 임수혁의 가족을 비방하는 것이 밝혀졌고, 이것은 임수혁의 가족들은 물론 롯데 자이언츠의 팬들에게도 상처를 주었다. 당시 해당 사이트에서는 임수혁과 가족들을 비방하는 글들이 하루에도 수십 건이나 올라오고 있었다. 이런 글을 올리는 네티즌들은 1 ~ 2명이 아니라 10여 명이 넘는 것으로 확인됐다. 처음 임수혁 선수를 비방한 사이트에 제보했으나, 해당 사이트는 '게시판 모니터를 해보겠다'라고 말했다. 당시 임수혁의 가족들과 임수혁에게 말한 네티즌들은 임수혁 선수가 병상에 누워있는 상황을 노골적으로 비꼬거나, 선수 부인에게 성적 모욕을 주는 글과 패러디물을 지속적으로 올리고 있었다. 임수혁 가족들은 문제의 게시글을 올린 해당 네티즌들을 사이버 명예훼손 혐의로 형사 고발 조치하겠다는 입장을 밝혔었다. 당시, 임수혁 악플 사건이 며칠 안 되었을 때에 네티즌의 반응은 "힘들게 지내고 있는 가족들에게 인간으로는 할 수 없는 짓을 한 것 같다"라는 말이 나왔고, 이어서 임수혁의 팬이자 롯데 자이언츠의 팬들은 악플러 처벌 서명운동까지 벌이고 있었다. 임수혁과 임수혁의 가족들을 비방한 글은 이미 여러 포털사이트로 옮겨져 있는 상태였다.

### 사망
2010년 2월 7일, 10년 가까이 식물인간으로 투병해 오며 서울특별시 강동구의 한 한방병원에서 요양 중이었던 임수혁은 사망 이틀 전 감기 증세로 강동 성심병원으로 옮겨졌으나, 심장마비로 끝내 의식을 찾지 못하고 사망했다. 향년 40세. 사망원인은 급성 심장마비에 허혈성 뇌손상 합병증이 겹쳐진 것으로 알려졌다. 유족은 슬하 1남(임세현) 1녀(임여진)과 부인이었던 김영주이다.

롯데 자이언츠 임직원들이 빈소를 찾아 그의 사망을 애도하였고, 사이판에서 전지훈련 중이던 롯데 선수들도 비보를 접하고 크게 안타까워했다.

## 사망 이후
넥센 히어로즈는 4월 10일 롯데와의 경기에 앞서 2008년부터 진행해온 임수혁 후원 행사를 지속해 그의 자녀들에게 장학금을 전해주고 임수혁의 추모식을 마련했다. 그 경기에서 임수혁의 아버지가 시구를, 임수혁 후원회장이 시타로 나섰다. 임수혁과 절친한 사이로 알려진 전 야구 선수 이상훈은 록 가수로 전향한 점을 되살려 그의 밴드 멤버들과 임수혁 추모 콘서트를 열었다.
임수혁이 쓰러진 이후로 대한민국 스포츠계에는 응급조치의 중요성이 부각되어 각 경기장마다 신속한 대응을 할 수 있게 시스템이 구축되었는데, 그 영향을 받은 가장 대표적인 사례는 경기 중 부정맥에 의한 심장마비로 쓰러진 축구 선수 신영록이었다. 프로축구 구단 제주 유나이티드 FC에 속한 신영록은 경기 도중 갑작스레 심장마비로 인해 그라운드 위에 쓰러졌으나 임수혁 사건 이후 경기장의 응급 처치 시스템의 개선으로 곧바로 심폐소생술이 구단 의료진에 의해 실행되었고 배치된 구급차로 7분 만에 제주한라병원으로 옮겨져 50일 만에 의식을 되찾는데 성공했다.

## 통산 기록
| 연도        | 팀    | 포지션 | 타율  | 경기수 | 타수  | 득점 | 안타 | 2루타 | 3루타 | 홈런 | 타점 | 도루 | 도루실패 | 희생타 | 볼넷 | 사구 | 삼진 | 병살타 | 실책  | 장타율 | 출루율 | 비고                                                  |
| ----------- | ----- | ------ | ----- | ------ | ----- | ---- | ---- | ----- | ----- | ---- | ---- | ---- | -------- | ------ | ---- | ---- | ---- | ------ | ----- | ------ | ------ | ----------------------------------------------------- |
| 1994        | 롯데  | 포수   | 0.250 | 29     | 40    | 4    | 10   | 1     | 0     | 0    | 7    | 0    | 0        | 0      | 8    | 0    | 7    | 0      | 0     | 0.275  | 0.375  |                                                       |
| 1995        | 롯데  | 포수   | 0.247 | 104    | 271   | 34   | 67   | 9     | 2     | 15   | 68   | 2    | 0        | 3      | 24   | 2    | 59   | 6      | 3     | 0.461  | 0.310  | 타점 8위                                              |
| 1996        | 롯데  | 포수   | 0.311 | 113    | 373   | 43   | 116  | 18    | 2     | 11   | 76   | 4    | 5        | 9      | 46   | 3    | 46   | 11     | 2     | 0.458  | 0.385  | 타율 5위,타점 3위                                     |
| 1997        | 롯데  | 포수   | 0.248 | 49     | 145   | 15   | 36   | 5     | 0     | 6    | 25   | 1    | 1        | 3      | 28   | 0    | 32   | 6      | 2     | 0.407  | 0.368  |                                                       |
| 1998        | 롯데  | 포수   | 0.247 | 110    | 336   | 35   | 83   | 13    | 3     | 9    | 55   | 0    | 1        | 2      | 39   | 1    | 50   | 17     | 1     | 0.384  | 0.327  |                                                       |
| 1999        | 롯데  | 포수   | 0.250 | 73     | 112   | 14   | 28   | 6     | 1     | 3    | 19   | 0    | 0        | 3      | 11   | 0    | 34   | 6      | 2     | 0.402  | 0.310  |                                                       |
| 2000        | 롯데  | 포수   | 0.263 | 10     | 19    | 3    | 5    | 1     | 0     | 3    | 7    | 0    | 1        | 0      | 1    | 0    | 6    | 0      | 0     | 0.789  | 0.300  | 2000년 4월 18일 잠실 LG전에서 경기 도중 갑자기 쓰러짐 |
| 통산        | 7시즌 | 7시즌  | 0.266 | 488    | 1296  | 148  | 345  | 53    | 8     | 47   | 257  | 7    | 8        | 20     | 157  | 6    | 234  | 46     | 10    | 0.428  | 0.348  |                                                       |
| 시즌당 기록 | 7시즌 | 7시즌  | 0.266 | 69.7   | 185.1 | 21.1 | 49.2 | 6.6   | 1.1   | 6.7  | 36.7 | 1    | 2.85     | 22.4   | 0.85 | 33.4 | 6.5  | 1.1    | 0.266 | 0.428  | 0.348  |                                                       |

## 수상

### 대한민국 국가대표팀
- 야구 월드컵: 3위(1990)
- 아시아 야구 선수권 대회: 준우승(1993)
- 국제 야구 연맹 회장배: 우승(1989)

### 개인
- 체육훈장 기린장(1991년 11월 15일)

## 같이 보기
- 박승일
- 신영록